# Robbie Turner
Robbie Turner es el nombre artístico de Jeremy Baird, una drag queen estadounidense y escritora conocida por competir en la octava temporada de RuPaul's Drag Race.

## Primeros años
Baird fue criado en ministros pentecostales en Centralia, Washington.

## Carrera
Al principio de su carrera, Turner actuó en el festival del orgullo de Tacoma, Washington. En Seattle, actuó en el bar R Place, y presentó la Robbie Turner Revue en el Hard Rock Café.
Turner hizo varias audiciones para RuPaul's Drag Race antes de ser elegida para laoctava temporada. Su colega de Seattle, Jinkx Monsoon, apoyó a Turner en su cinta de audición presentada. Durante el "Snatch Game", Turner interpretó a Diana Vreeland. Turner fue eliminada de Drag Race tras perder una batalla de lip sync contra Derrick Barry. Vulture clasificó a Turner en el número 53 de su lista de "Cada imitación de Snatch Game en RuPaul's Drag Race, clasificada". Lily Pearson de The Independent clasificó el lip sync de Turner contra Cynthia Lee Fontaine en su lista de "momentos más imperdibles" de la historia de Drag Race. En 2018, Instinct clasificó a Turner en el número 80 en el artículo "The Definitive List: Ranking All the RuPaul's Drag Race Queens from 1 to 126", y Stephen Daw de Billboard clasificó a Les Chicken Wings (un grupo compuesto por Turner, Kim Chi, y Naomi Smalls) en el número 18 en su lista de "50 mejores momentos musicales" del programa.
Turner apareció en la serie web "Capitol Hill" junto con BenDeLaCreme. Apareció en Hey Qween en 2017. Turner escribió el libro, I'll Tell You for Free.
Además de actuar en el Queer/Bar de Seattle, Turner ha sido productor de entretenimiento en el bar. Turner se tomó una "licencia personal" en 2018.

## Vida personal
Turner vive en el barrio Capitol Hill en Seattle, desde 2016.
En abril de 2018, Turner afirmó estar involucrada en un accidente fatal de Uber. Más tarde admitió que el accidente no ocurrió, después de que los medios de comunicación notaran inconsistencias con su historia.

## Filmografía

### Televisión
| Año  | Título                       | Papel      | Notas                       |
| ---- | ---------------------------- | ---------- | --------------------------- |
| 2016 | RuPaul's Drag Race           | Ella misma | Concursante (séptimo lugar) |
| 2016 | RuPaul's Drag Race: Untucked | Ella misma |                             |

### Series web
| Año  | Título       |
| ---- | ------------ |
| 2017 | Capitol Hill |
| 2017 | Hey Qween    |